# フアン・アンドレス・リシ
フアン・アンドレス・リシ（Juan Andrés Ricci de Guevara、姓はRiziとも綴る、1600年12月28日 (洗礼日) - 1681年11月29日）はイタリア人画家を父親に持つスペインの画家、聖職者である。ベネディクト会に入信して修道士（スペイン語でFray）となったのでフライ・フアン・リシ（Fray Juan Rizi）と呼ばれた。聖人や修道士の肖像画を描いた。

## 略歴
マドリードで生まれた。父親はイタリア、アンコーナ生まれの画家、アントニオ・リッチ(Antonio Ricci: c.1565-c.1635)で、エル・エスコリアル修道院の装飾画を描くために招かれたフェデリコ・ツッカリとともに1585年にマドリードに移ってきた画家であった。修道院の仕事が終わった後もアントニオ・リッチはスペインに残り、1588年に父親はスペイン女性と結婚した。弟に画家になったフランシスコ・リシ(Francisco Rizi: 1614–1685)がいる。
父親から絵を学んだと思われるが、スペインの芸術家の伝記を著したアントニオ・パロミーノ(1655-1726)はリシがマドリードで1620年から国王の子弟に絵を教えるために招かれたフアン・バウティスタ・マイーノ(Juan Bautista Maíno: 1581-1649)の弟子であったとしている。
1627年にカタルーニャのムニストロル・ダ・ムンサラート(Monistrol de Montserrat)のベネディクト会の修道院に入り、翌年叙階された。ベネディクト会では神学や古典語を学び、各地の修道院で絵画を描き、芸術に関する著作も行った。
1662年にローマに移り、芸術の庇護者であった教皇アレクサンデル7世や、退位してローマで暮らすスウェーデンの元女王のクリスティーナらと交流し、建築に関する著作をクリスティーナに献呈した。
1667年に、ラツィオのモンテ・カッシーノの修道院に滞在し、絵画を描き、著作を続け、1681年にそこで亡くなった。

## 作品

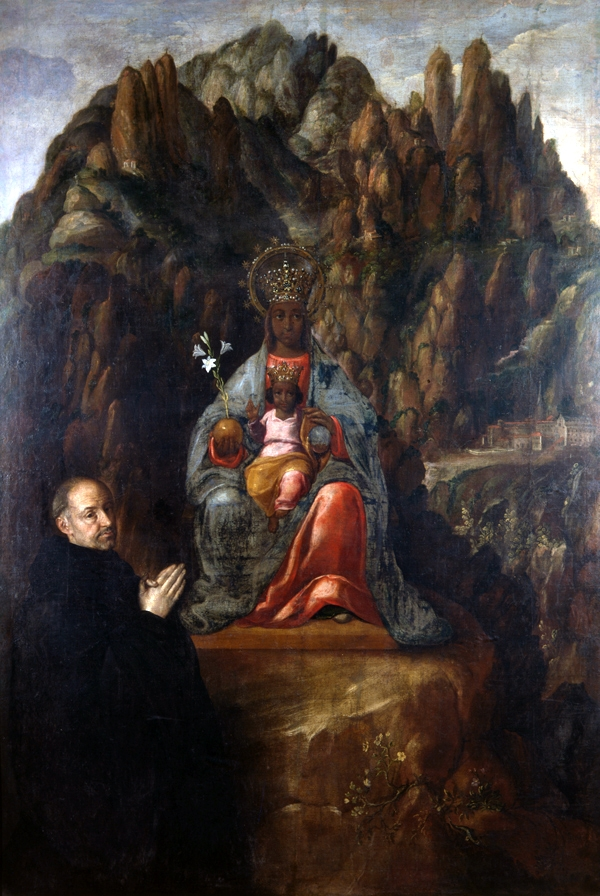
モントセラトの聖母と修道士
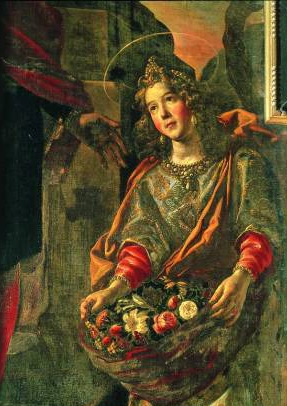
トレドの聖カシルダ
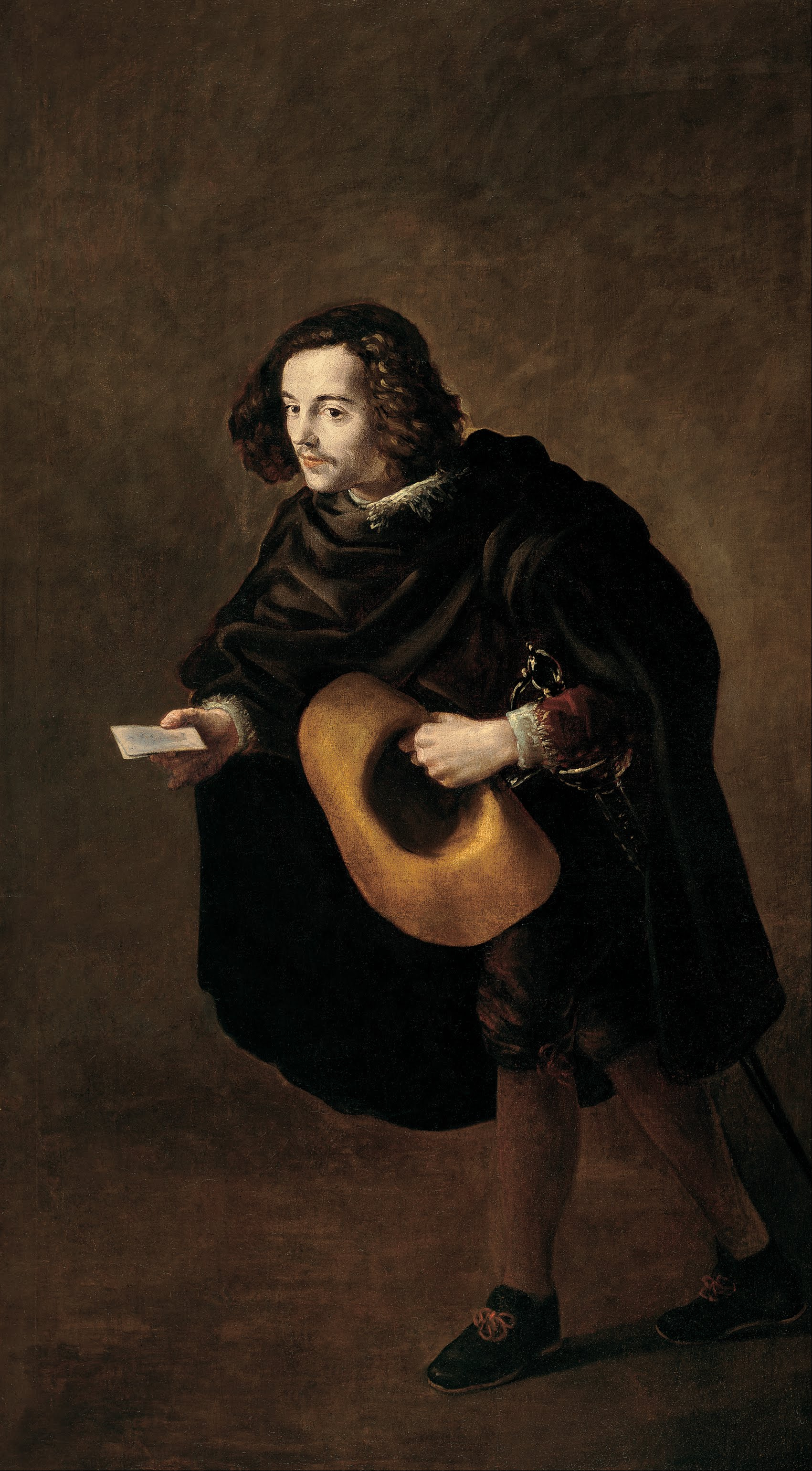
伝言者
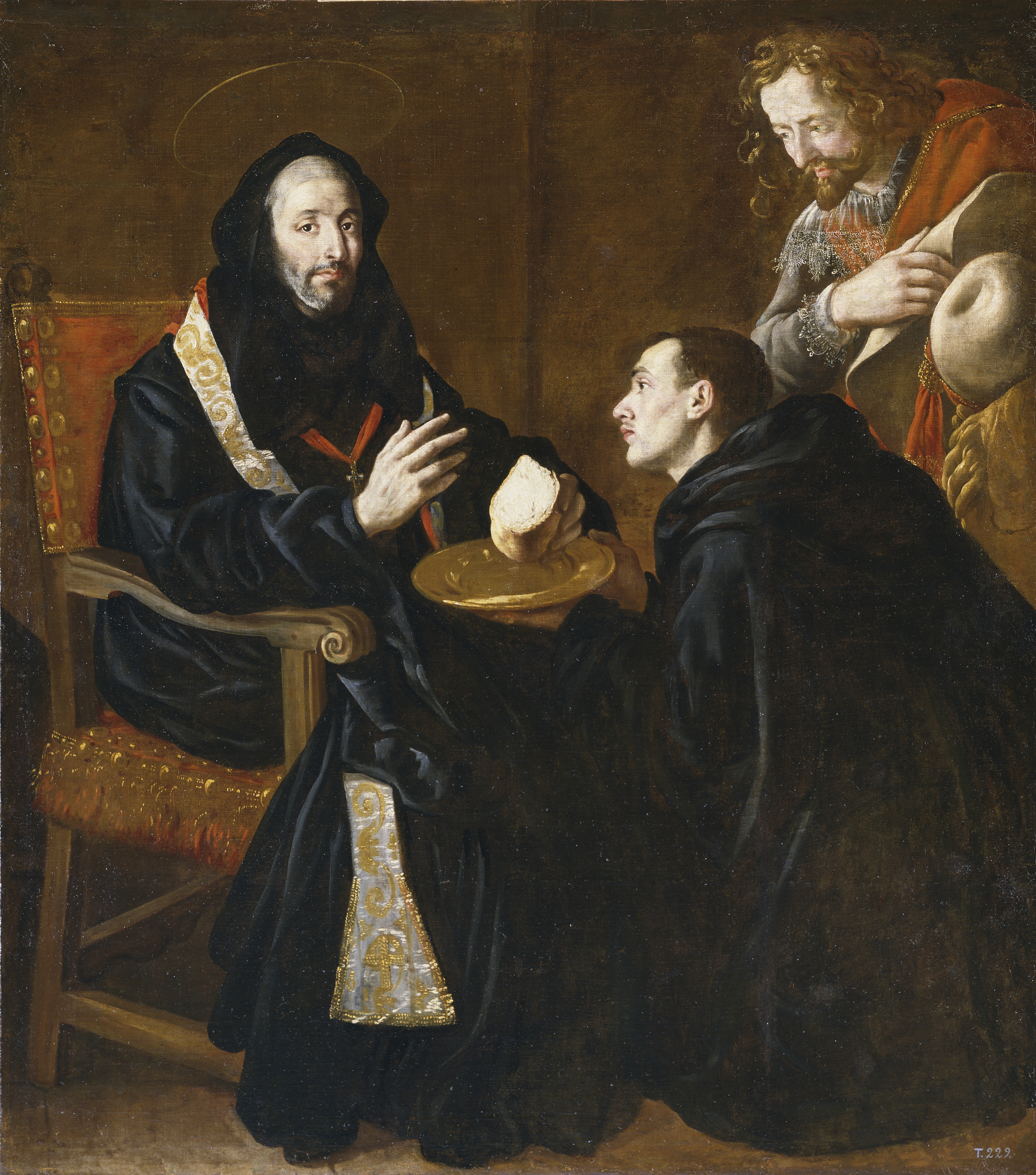
聖ベネディクト